# صدف‌های دوکفه‌ای ناخنی
صدف‌های دوکفه‌ای ناخنی (نام علمی: Sphaerium) نام یک سرده از تیره ناخنی‌صدفان است.